# 蒙桑 (維亞納堡區)
42°4′N 8°29′W / 42.067°N 8.483°W
蒙桑（葡萄牙語：Monção），是葡萄牙的城鎮，位於該國北部，由維亞納堡區負責管轄，始建於1261年3月12日，面積211.31平方公里，2011年人口19,230，人口密度每平方公里91人。